# بادشاهو
بادشاهو (بالعربية: الملوك) (بالهندية: बादशाहो) هو فيلم سرقة هندي صدر في عام 2017، كتبه راجات أرورا وأخرجه ميلان لوثريا، وبطولة المثيرة إليانا دي كروز وملك الحركة أجاي ديفجان إلى جانب إيشا غوبتا وعمران هاشمي. في الأدوار القيادية.
الفيلم أصدر فعليا في الأول من سبتمبر 2017.

## الممثلين
- إليانا دي كروز دور راني ديفي
- أجاي ديفجان في دور بهافاني سينغ
- عمران هاشمي دور داليا
- إيشا غوبتا دور سانجانا